# Armeria maritima
Armeria maritima je dekorativna baštenska biljka niske, žbunaste forme, sa uskim zimzelenim listovima nalik na vlati trave. Poznata je po imenima holandska trava, primorski karanfil i babina svila. Veoma je otporna i laka za negu. Pogodna je za kamenjare, mešovite leje, bordure u vrtu. Izgleda lepo i kao rezano cveće u vazi, a može da se gaji i u saksiji koja se unosi tokom zime.

## Opis
je zeljasta višegodišnja biljka, vrsta iz roda Armeria. Može da poraste u visinu 10 do 12 cm, a kada cveta i do 20 cm.
Listovi Armeria maritima su veoma uski, skoro sakupljeni u rozete i stvaraju zaobljene jastučaste forme, koje rastu u širinu oko 30 cm. Lako se sama širi. Ako se posadi odvojeno od ostalih biljaka vremenom formira zanimljivu loptu, dok će biljke posađene na malom rastojanju veoma brzo formirati "tepih".
Armeria maritima cveta tokom maja, juna i jula. Cvetovi su mirisni, loptasti i sitni, na dugim stabljikama, najčešće ružičaste i bele boje, a mogu da budu i plavo-ljubičasti. Da bi se podstaklo cvetanje i trajalo duže, precvetali cvetovi se redovno uklanjaju.
Sastav zemljišta nije bitan. Armeria maritima napreduje dobro na siromašnom, kao i na bogatom humusnom zemljištu. Može da se gaji i na zemljištu koje ima povećani salinitet ili koncentraciju bakra. Najbolje mesto je sunčano i polusenovito.
Armeria maritima ne zahteva više vlage, a ni često zalivanje. Previše vlage može izazvati truljenje korena, a veoma brzo i cele biljke. Kada je zemljiše suviše teško i nepropusno, može se dodati sitniji šljunak, pesak i humus.
Deljenjem busena na više manjih u kasnu jesen ili rano proleće Armeria maritima se lako razmnožava. Ako se razmnožava semenom cvetaće druge godine.
Armeria maritima ima mnogo varijeteta. Često se gaje Artmeria maritima Rubrifolia, koja ima tamne, crvenkaste listove i Armeria maritima Variegata Nifty Thrifty koja ima zelene listove sa belo-žutim ivicama.